# Colville (řeka na Aljašce)
Colville (anglicky Colville River, vjazyce inupiaq Kuukpik) je řeka na severu Aljašky (USA). Je 560 km dlouhá.

## Průběh toku
Pramení v De Longových horách v soustavě Brooksova pohoří. Ústí do Beaufortova moře Severního ledového oceánu

## Vodní stav
Vyššího vodního stavu dosahuje na jaře a v létě. Převážnou část roku je pokryta ledem.